# Marie-Firmin Bocourt
Pour les articles homonymes, voir Bocourt (homonymie).
Marie-Firmin Bocourt, né le 19 avril 1819 à Paris, ville où il est mort le 4 février 1904, est un zoologiste, graveur et illustrateur français.

## Biographie
Marie-Firmin Bocourt est le frère aîné d'Étienne-Gabriel, illustrateur et graveur. Marie-Firmin a pour maître Michel Martin Drolling et Abel de Pujol. Il expose au Salon de 1850, 1861 et 1863, surtout des dessins issus de ses observations en histoire naturelle.

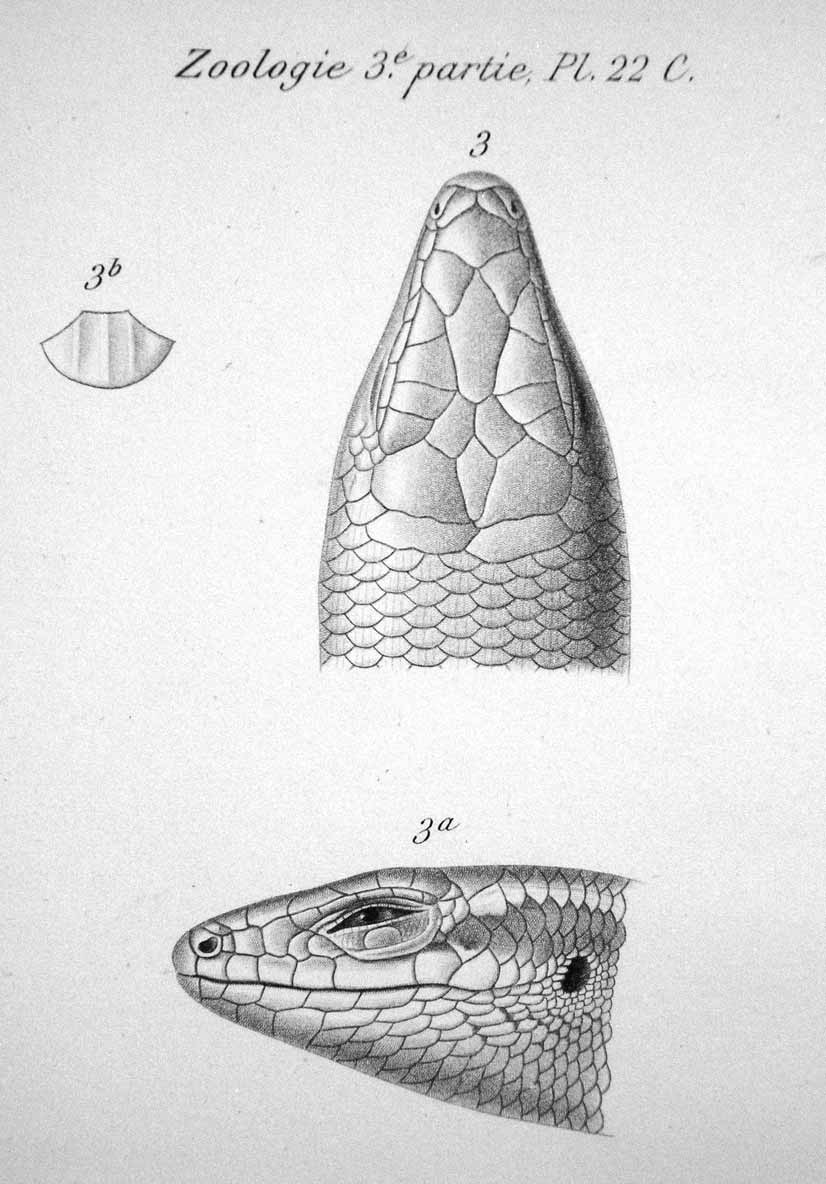
Illustration pour Études sur les reptiles et les batraciens (3e partie, 1879).

En zoologie, il a collaboré avec Auguste Duméril (1812–1870). En 1861, il est envoyé en Thaïlande (alors le Siam) où il étudie la faune et dont il rapporte une importante collection de spécimens. En 1870, il publie avec Duméril des Études sur les reptiles et les batraciens. En 1883, il publie Études sur les poissons avec Léon Vaillant.
En tant qu'artiste, il se spécialise dans la gravure, essentiellement des illustrations zoologiques.
Firmin Bocourt est fait chevalier de la Légion d'honneur le 14 août 1867.
Il meurt le 4 février 1904 en son domicile dans le 5e arrondissement de Paris.